# Hussain Ghuloum
Hussain Ghuloum (en árabe: حسين غلوم عباس‎; Sarja, Emiratos Árabes Unidos; 24 de septiembre de 1969) es un exfutbolista de los Emiratos Árabes Unidos que jugaba en la posición de centrocampista.

## Carrera

### Club
Jugó toda su carrera con el Sarja FC de 1988 a 2002, con el que fue campeón nacional en dos ocasiones y ganó cuatro copas.

### Selección nacional
Jugó para Emiratos Árabes Unidos en 63 ocasiones entre 1988 y 1998 sin anotar goles, participó en la Copa Mundial de Fútbol de 1990, en los Juegos Asiáticos de 1994 y en dos ediciones de la Copa Asiática.

## Logros
- UAE Pro League: 2

1993-94, 1995-96
- División 1 de EAU: 1

1992-93
- Copa Presidente de Emiratos Árabes Unidos: 3

1990–91, 1994–95, 1997–98
- Supercopa de los Emiratos Árabes Unidos: 1

1994